# Jurij Łogwinienko
Jurij Anatoljewicz Łogwinienko (kaz. Юрий Анатольевич Логвиненко, ros. Юрий Анатольевич Логвиненко, ur. 22 lipca 1988 w Aktiubińsku) – kazaski piłkarz grający na pozycji pomocnika w rosyjskim klubie Rotor Wołgograd.

## Kariera klubowa
Łogwinienko jest wychowankiem klubu FK Aktöbe, w którym występował w latach 2006–2015. W sezonie 2016 przeniósł się do FK Astana. 24 stycznia 2021, podpisał kontrakt z beniaminkiem Priemjer-Ligi, Rotorem Wołgograd.

## Kariera reprezentacyjna
W reprezentacji Kazachstanu zadebiutował 23 maja 2008 roku w towarzyskim meczu przeciwko Rosji. Na boisku pojawił się w 44 minucie, a opuścił je w 80 minucie meczu
| Mecze i gole w reprezentacji | Mecze i gole w reprezentacji | Mecze i gole w reprezentacji | Mecze i gole w reprezentacji | Mecze i gole w reprezentacji | Mecze i gole w reprezentacji | Mecze i gole w reprezentacji |
| #                            | Data                         | Stadion                      | Rywal                        | Wynik                        | Gol                          | Rozgrywki                    |
| 2008                         | 2008                         | 2008                         | 2008                         | 2008                         | 2008                         | 2008                         |
| ---------------------------- | ---------------------------- | ---------------------------- | ---------------------------- | ---------------------------- | ---------------------------- | ---------------------------- |
| 1.                           | 23.05.2008                   | Moskwa, Rosja                | Rosja                        | 0:6                          | 0                            | towarzyski                   |
| 2.                           | 11.10.2008                   | Londyn, Anglia               | Anglia                       | 1:5                          | 0                            | El. MŚ 2010                  |
| 2009                         |                              |                              |                              |                              |                              |                              |
| 3.                           | 01.04.2009                   | Ałmaty, Kazachstan           | Białoruś                     | 1:5                          | 0                            | El. MŚ 2010                  |
| 4.                           | 06.06.2009                   | Ałmaty, Kazachstan           | Anglia                       | 0:4                          | 0                            | El. MŚ 2010                  |
| 5.                           | 10.06.2009                   | Kijów, Ukraina               | Ukraina                      | 1:2                          | 0                            | El. MŚ 2010                  |
| 6.                           | 09.09.2009                   | Andora, Andora               | Andora                       | 3:1                          | 0                            | El. MŚ 2010                  |
| 7.                           | 10.10.2009                   | Brześć, Białoruś             | Białoruś                     | 0:4                          | 0                            | El. MŚ 2010                  |
| 8.                           | 14.10.2009                   | Astana, Kazachstan           | Chorwacja                    | 1:2                          | 0                            | El. MŚ 2010                  |
| 2010                         |                              |                              |                              |                              |                              |                              |
| 9.                           | 03.03.2010                   | Antalya, Turcja              | Mołdawia                     | 0:1                          | 0                            | towarzyski                   |
| 2011                         |                              |                              |                              |                              |                              |                              |
| 10.                          | 03.06.2011                   | Astana, Kazachstan           | Azerbejdżan                  | 2:1                          | 0                            | El. ME 2012                  |
| 11.                          | 10.08.2011                   | Astana, Kazachstan           | Syria                        | 1:1                          | 0                            | towarzyski                   |
| 12.                          | 02.09.2011                   | Stambuł, Turcja              | Turcja                       | 1:2                          | 0                            | El. ME 2012                  |
| 13.                          | 06.09.2011                   | Baku, Azerbejdżan            | Azerbejdżan                  | 2:3                          | 0                            | El. ME 2012                  |
| 2012                         |                              |                              |                              |                              |                              |                              |
| 14.                          | 29.02.2012                   | Antalya, Turcja              | Łotwa                        | 0:0                          | 0                            | towarzyski                   |
| 15.                          | 01.06.2012                   | Ałmaty, Kazachstan           | Kirgistan                    | 5:2                          | 1                            | towarzyski                   |
| 2013                         |                              |                              |                              |                              |                              |                              |
| 16.                          | 06.02.2013                   | Antalya, Turcja              | Mołdawia                     | 3:1                          | 0                            | towarzyski                   |
| 17.                          | 22.03.2013                   | Astana, Kazachstan           | Niemcy                       | 0:3                          | 0                            | El. MŚ 2014                  |
| 18.                          | 04.06.2013                   | Ałmaty, Kazachstan           | Bułgaria                     | 1:2                          | 0                            | towarzyski                   |
| 19.                          | 06.09.2013                   | Astana, Kazachstan           | Wyspy Owcze                  | 2:1                          | 0                            | El. MŚ 2014                  |
| 20.                          | 11.10.2013                   | Thorshavn, Wyspy Owcze       | Wyspy Owcze                  | 1:1                          | 0                            | El. MŚ 2014                  |
| 2014                         |                              |                              |                              |                              |                              |                              |
| 21.                          | 05.03.2014                   | Antalya, Turcja              | Litwa                        | 1:1                          | 0                            | towarzyski                   |
| 22.                          | 12.08.2014                   | Ałmaty, Kazachstan           | Tadżykistan                  | 2:1                          | 0                            | towarzyski                   |

## Sukcesy

### Klubowe
FK Aktöbe
- Mistrz Kazachstanu (4×): 2007, 2008, 2009, 2013
- Wicemistrz Kazachstanu (3×): 2006, 2010, 2014
- Zdobywca Pucharu Kazachstanu (1×): 2008
- Finalista Pucharu Kazachstanu (1×): 2014
- Zdobywca Superpucharu Kazachstanu (2×): 2010, 2014

FK Ałmaty
- Mistrz Kazachstanu (4×): 2016, 2017, 2018, 2019
- Zdobywca Pucharu Kazachstanu (1×): 2016
- Finalista Pucharu Kazachstanu (1×): 2015
- Zdobywca Superpucharu Kazachstanu (3×): 2018, 2019, 2020
- Finalista Superpucharu Kazachstanu (2×): 2016, 2017